# High-tech arhitektura
High-tech arhitektura, kasni modernizam  ili strukturalni ekspresionizam, je stil u arhitekturi koji se razvio 70-ih godina 20. stoljeća, spajajući elemente industrije visokih tehnologija (en. high-tech) u arhitektonsko oblikovanje. U njoj se prednost daje industrijski proizvedenim materijalima od čelika, stakla, plastike i konstrukciji tzv. „ugradbenih elemenata” (plug-in elements) koji jamče dugotrajnost materijala i nisku cijenu održavanja. High-tech arhitektura se pojavila kao nastavak prijašnjih ideja moderne arhitekture potpomognute napretkom u tehnološkim dostignućima, osobito iz područja konstrukcija zrakoplova i svemirskih letjelica, telekomunikacija i informacijskih tehnologija. Ona je poveznica između modernizma i postmodernizma, te se teško može reći kada jedno razdoblje završava, a kada drugo počinje. 

## Pojava i razvitak
Strukturalni ekspresionizam je pojam koji se javio još početkom 20. stoljeća kako bi se pojasnila gradnja visećih mostova, željezničkih kolodvora i telekomunikacijskih tornjeva novih konstrukcija od čelika. 
Visoke tehnologije u arhitekturi je koristio još Buckminster Fuller 1940-ih kako bi napravio montažnu kuću koja bi odgovarala svakom okolišu i koja bi učinkovito koristila energiju i izvore („Dymaxion kuća”).
Na pojavu high-tech arhitekture je utjecao i brutalizam, arhitektonski stil koji su pokrenuli bračni par arhitekata Alison i Peter Smithson 1960-ih u Engleskoj, je prvi bez brige za modernističkom čistoćom formi, nasuprot internacionalnom stilu, otkrivao unutarnju konstrukciju građevine. To je postalo prepoznatljivo obilježje high-tech arhitekture, kao što se može vidjeti na jednom od najranijih djela, Olimpijskom stadion u Münchenu iz 1972. god. (Frei Otto, Günther Behnisch, i dr.). Ideja otvorenog izlaganja cijevi, električnih vodova i ventilacijskih cijevi, je dovedena do krajnosti na Centru Georges Pompidou u Parizu koji su izgradili Renzo Piano i Richard Rogers (1971. – 77.), gdje su konstrukcijski elementi od čelika poprimili estetske vrijednosti.
Sam stil je dobio ime po knjizi o dizajnu i uređenju doma, High Tech: The Industrial Style and Source Book for The Home novinarki Joan Kron i Suzanne Slesin, objavljene 1978. god. u New Yorku, u kojoj njime autorice opisuju novu vrstu zgrada u kojima se „ne skrivaju cijevi, prekidači i vodovi”, stvarajući „tehnološki dojam” zgrade. Zbog popularnosti knjige pojam high-tech je vrlo brzo ušao u svakodnevnu primjenu.
Početkom 80-ih godina, high-tech arhitektura se počinje sve teže razlikovati od drugih pravaca postmoderne arhitekture (kao što je dekonstruktivistička arhitektura), jer postmoderni arhitekti koriste mnogo ideja i elemenata high-tech arhitekture. Upotreba viseće konstrukcije izvana koja nosi unutarnje katove, koji postaju polivalentni, su najbolje primijenili Norman Foster na Zgradi HSBC iz 1985. (The Hongkong and Shanghai Banking Corporation) i I. M. Pei na Tornju BOC (Bank of China) iz 1990. u Hong Kongu, dok je najpoznatija takva građevina Zgrada Lloyd's u Londonu arhitekta Richarda Rogersa (1986.), koju zovu i „Izvraćena zgrada”.
No, high-tech arhitektura se u 21. stoljeću razvila i evoluirala u eco-tech stil (tzv. green architekture, tj. „zelena arhitektura”) ili održivu arhitekturu (sustainable architecture), uglavnom zbog klimatskih promjena i uporabe novih materijala. Ovi novi graditeljski sustavi su utemeljeni na ekološkoj učinkovitosti, pri čemu su arhitekti primorani prilagoditi svoje projekte energetskoj samodrživosti.
Zbog toga je danas je moguć suživot i miješanje stilova postmoderne arhitekture, dekonstruktivizma, zelene arhitekture i digitalne arhitekture (CAD).

## Predstavnici
| - Günther Behnisch - Herzog & de Meuron - Santiago Calatrava - Norman Foster - Nicholas Grimshaw - Michael Hopkins - Toyo Ito | - Frei Otto - I. M. Pei - Renzo Piano - Richard Rogers - Kenzo Tange - Schweger & Partner |

## Vanjske poveznice
- Popis high-tech zgrada
- High-tech architecture na Archpedia entry